# الورم الوعائي الكهفي في الجهاز العصبي المركزي
الورم الوعائي الكهفي في الجهاز العصبي المركزي (اختصارًا CCM) هو ورم وعائي ناشئ في الجهاز العصبي المركزي (سي إن إس). يُعتبر هذا الورم أحد أنواع الورم الوعائي الدموي، ويتميز بوجود الأوعية الدموية المتوسعة بشكل كبير جدًا إلى جانب القنوات الوعائية الكبيرة، وحدوده الأقل وضوحًا وارتباطه بشكل أكبر مع البنى العميقة، مع طبقة مفردة من البطانة وغياب في النسيج العصبوني داخل الآفات. تشبه هذه الأوعية ذات الجدران الرقيقة التجاويف الجيبية الممتلئة بالدم الراكد. يتراوح قطر الأوعية الدموية لدى المرضى المصابين بالتشوهات الكهفية الدماغية (سي سي إم) بين بضع ميليمترات وعدة سنتيمترات. تحدث غالبية الآفات في الدماغ، لكن من الممكن ظهورها في مختلف الأعضاء.

## العلامات والأعراض
تشمل الأعراض السريرية للورم الناشئ في الجهاز العصبي المركزي حالات متكررة من الصداع، والعجز العصبي البؤري، والسكتة الدماغية النزفية والنوبات، لكن تتميز بعض حالات الورم بغياب الأعراض. تعتمد طبيعة الأعراض وشدتها على موقع الآفات.[بحاجة لمصدر]

### «سي سي إم إس» والأورام الوعائية الورييدية
يصل احتمال تطوير الورم الوعائي الوريدي إلى 30% من حالات «سي سي إم»، إذ يُعرف أيضًا باسم الشذوذ الوريدي التطوري (دي في إيه). تظهر هذه الآفات على شكل أوعية دموية خطية إضافية أو بمظهر رأس الميدوزا، الذي يمثل الاتجاه الشعاعي للأوعية الصغيرة بشكل مشابه لشعر ميدوسا من الأساطير الإغريقية. يُعتقد أن هذه الآفات عبارة عن شذوذات تطورية للتصريف الوريدي الطبيعي. لا يجب استئصال هذه الآفات، إذ قد يتسبب ذلك في حدوث احتشاء وريدي وفقًا للحالات المبلغ عنها. عند ملاحظة مثل هذه الآفات بالترافق مع حالة «سي سي إم» مستلزمة للاستئصال، يجب توخي الحذر الشديد من أجل عدم حدوث أي تمزق في الورم الوعائي.[بحاجة لمصدر]

## الآليات
أمكن تحديد العديد من الآليات الجزئية المسؤولة عن الإمراضية في «سي سي إم». في عام 2015، لُوحظ أن الخلايا البطانية المشكلة للشذوذات الوعائية الدماغية خاضعة لتحول من نسج بطانية إلى نسج اللحمة المتوسطة في كل من «سي سي إم» الفرادي والعائلي على حد سواء.

## التشخيص
يمكن تشخيص «سي سي إم» عمومًا باستخدام التصوير بالرنين المغناطيسي (إم آر آي)، وعلى وجه التحديد من خلال تقنية تصوير محددة معروفة باسم «إم آر آي» بالتتابع عبر الصدى التدريجي، إذ تستطيع هذه التقنية كشف الآفات الصغيرة والنقطية التي يتعذر كشفها عبر طرق التصوير التقليدية. تظهر هذه الآفات أيضًا بشكل واضح في تصوير «إف إل إيه آي آر» مقارنة بوزن «تي 2» القياسي. يختلف تصوير «إف إل إيه آي آر» عن التتابع التدريجي. عوضًا عن ذلك، يتشابه هذا التصوير مع وزن «تي 2» ويعمل على كبح إشارة السوائل حرة التدفق. يمكن أحيانًا كشف «سي سي إم» الكامن كنتيجة عرضية للتصوير بالرنين المغناطيسي عند تنفيذه من أجل أسباب أخرى. يمكن كشف العديد من الأورام الوعائية الكهفية «بشكل عارض» خلال التصوير بالرنين المغناطيسي الهادف لتقصي الحالات المرضية الأخرى. عادة ما تكون مثل «الأورام العارضة» خالية من الأعراض. مع ذلك، يُعتبر فحص «سي تي» أكثر فعالية في كشف الدم الجديد في حال حدوث النزف مقارنة بتصوير «إم آر آي»، ومن الممكن طلب إجراء فحص «سي تي» في البداية عند الشك بحدوث نزيف في الدماغ، ليتبعه بعد ذلك تصوير «إم آر آي» من أجل تأكيد نوع الآفة النازفة. في بعض الحالات، يبقى مظهر الآفة في التصوير بالرنين المغناطيسي غير حاسم. نتيجة لذلك، يطلب جراحو الأعصاب إجراء التصوير الوعائي الدماغي أو تصوير الأوعية بالرنين المغناطيسي (إم آر إيه). نظرًا إلى اعتبار الأورام الوعائية الكهفية آفات ذات تدفق منخفض (ترتبط بالجانب الوريدي من جهاز الدوران الدموي)، تبقى غير واضحة في التصوير الوعائي (غير مرئية). عند النجاح في تمييز الآفة باستخدام التصوير الوعائي في نفس موقع التصوير بالرنين المغناطيسي، يصبح التشوه الشرياني الوريدي (إيه في إم) مصدر القلق الرئيسي.